# Bassia bassensis
Bassia bassensis är en nässeldjursart som först beskrevs av Jean René Constant Quoy och Joseph Paul Gaimard 1834.  Bassia bassensis ingår i släktet Bassia och familjen Abylidae. Arten är reproducerande i Sverige. Inga underarter finns listade i Catalogue of Life.

## Bildgalleri

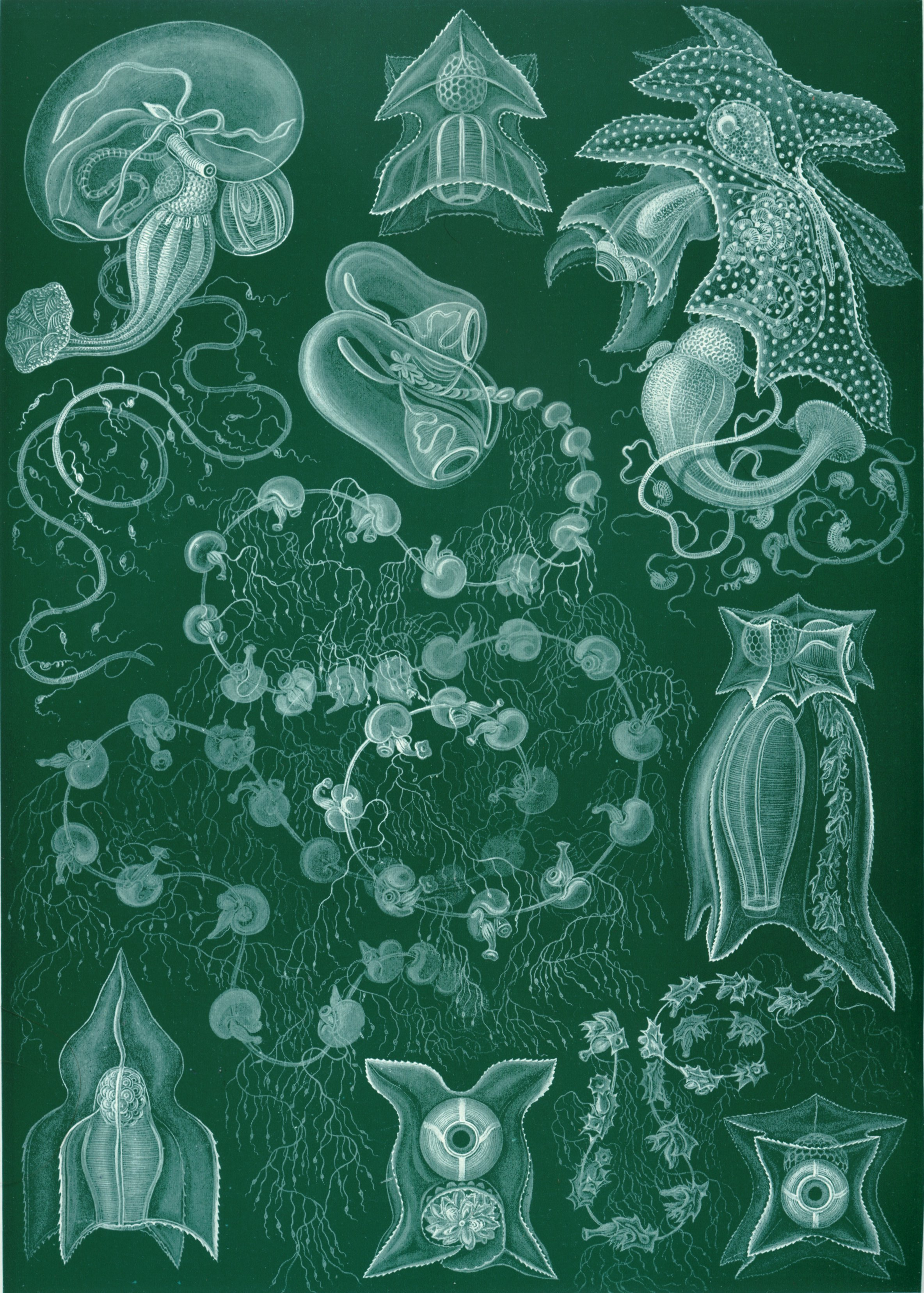